# Raúl Juliá
Raúl Rafael Carlos Juliá y Arcelay (San Juan, 9 de março de 1940 — Manhasset, 24 de outubro de 1994) foi um ator porto-riquenho radicado nos Estados Unidos. Se interessou por atuar enquanto ainda estava na escola e seguiu a carreira após a conclusão de seus estudos. Depois de se apresentar localmente por algum tempo, foi convencido pelo ator Orson Bean a se mudar e trabalhar na cidade de Nova York. Julia, bilíngue desde a infância, logo se interessou por peças da Broadway e Off-Broadway. Assumiu o papel de Orson no Your Own Thing, uma atualização musical de rock de Twelfth Night (1968). Atuou em projetos móveis, incluindo no teatro Puerto Rican Traveling.
Julia acabou sendo notado pelo produtor Joseph Papp, que lhe ofereceu trabalho no New York Shakespeare Festival. Depois de ganhar visibilidade, recebeu papéis em duas séries de televisão, Love of Life e Sesame Street. Em 1978, estrelou ao lado de Meryl Streep em um renascimento de Taming of the Shrew de Shakespeare no Teatro Delacorte. Em 1979, Julia estrelou a produção original da Broadway de Harold Pinter, Roy Scheider e Blythe Danner em Betrayal. Por sua atuação em Two Gentlemen of Verona, recebeu uma indicação ao Tony Award e ganhou o Drama Desk Award. Entre 1974 e 1982, ele recebeu indicações ao Tony Award de Melhor Ator em Musical por Where's Charley?, The Threepenny Opera e Nine. Em 1991, Julia atuou ao lado de Christopher Walken em Otelo e em 1984, estrelou em Design for Living com Frank Langella e Jill Clayburgh.
É conhecido por suas atuações em filmes; sua estreia no cinema veio em 1971 atuando ao lado de Al Pacino em The Panic in Needle Park. Durante a década de 1980, trabalhou em vários filmes; recebeu duas indicações ao Globo de Ouro, por suas atuações em Tempest (1982) e Kiss of the Spider Woman (1985); ganhou o prêmio National Board of Review de Melhor Ator por este último. Apareceu em One from the Heart (1982), The Morning After (1986), Romero (1989) e The Rookie (1990). Em 1991 e 1993, Julia interpretou Gomez Addams em duas adaptações cinematográficas de The Addams Family. Em 1994, filmou The Burning Season e uma adaptação cinematográfica do jogo eletrônico Street Fighter. No mesmo ano Juliá sofreu vários problemas de saúde, vindo a falecer após sofrer um derrame. Seu funeral foi realizado em Porto Rico, com a presença de milhares. Por seu trabalho em The Burning Season, Juliá ganhou um Globo de Ouro póstumo, Primetime Emmy Award e Screen Actors Guild Award. Em 2017, o The Daily Telegraph o nomeou um dos melhores atores que nunca recebeu uma indicação ao Óscar.

## Biografia
Julia era o mais novo de quatro irmãos. Seu irmão, Carlos Rafael, morreu em um acidente de carro em 1960. Sua mãe era uma mezzo-soprano que abandonou sua próspera carreira de cantora para se dedicar ao marido. Seu pai tinha um restaurante chamado "La Cueva del Chicken Inn", o primeiro a servir a pizza em Porto Rico.
O êxito nos negócios da família Julia fez com que Raúl e seus irmãos tivessem uma excelente educação. Estudou no Colégio Espíritu Santo de Hato Rey e terminou seus estudos no Colégio San Ignacio de Loyola de Rio Piedras, dirigido pelos jesuítas.
Começou seus estudos acadêmicos na Universidade de Fordham, porém, com a morte de seu irmão em um acidente de carro, resolveu terminar seus estudos na Universidade de Porto Rico licenciando-se em Arte. Foi membro da Phi Sigma Alpha durante a faculdade.

## Carreira
A descoberta de seu talento foi pelo ator Orson Bean enquanto Raúl se apresentava em uma boate em San Juan. Com o incentivo, Raúl mudou-se para Manhattan em 1964 e imediatamente conseguiu trabalhos como pequenas atuações. Em 1966, passou a atuar em peças de Shakespeare, como Rei Lear em 1973 e Otelo em 1979. Raúl também participou de musicais como Dois Cavalheiros de Verona em 1971, Príncipe dos Mendigos em 1976 (gerando mais tarde um filme) e do premiado Nine em 1982.
Seu sucesso no teatro fez com que trabalhasse no cinema, onde ficou mais conhecido como O Beijo da Mulher Aranha (1985) e o filme de maior reconhecimento de seu trabalho que foi a A Família Addams (1991) e Família Addams 2 (1993).
Sua saúde fragilizou-se em 1993 em decorrência de um câncer no estômago, mas continuou atuando, fazendo o ativista brasileiro Chico Mendes em Amazônia em Chamas (1994). No mesmo ano, participou de seu último filme, Street Fighter, a pedido dos filhos.[carece de fontes?]

## Morte
No início de 1994, enquanto gravava Amazônia em Chamas no México, Juliá sofreu intoxicação alimentar após consumir sushi. Isso ocorreu devido a uma cirurgia no estômago, pela qual passou alguns meses antes para tratar de uma infecção que a princípio era uma suspeita de câncer. O ator voou para Los Angeles para receber tratamento médico. Após se recuperar, retornou ao México para terminar o filme, mas perdeu peso e seu estado de saúde fragilizou-se. Apesar de pouca saúde, pôde terminar as filmagens de Amazônia em Chamas e já estava ansioso para atuar como M. Bison em Street Fighter, que seria filmado na Austrália naquela primavera. Juliá sentiu que este filme permitiria passar mais tempo com seus filhos, que eram fãs da franquia do jogo e o ajudaram a se preparar para o papel. Foi indicado pela segunda vez ao prêmio Saturn Awards pela sua atuação, que foi considerada o ponto mais alto do filme que, por sua vez, foi mal recebido pela crítica. Este foi seu último trabalho em um filme de grande orçamento. Seu último trabalho como coadjuvante foi no filme Torturados, gravado em Toronto, Canadá durante Setembro e Outubro de 1994. Sua frágil saúde estava bem aparente em seus três últimos filmes, devido a perda de peso.
Em 16 de outubro de 1994, Juliá e sua esposa estiveram na Casa de Ópera em Nova Iorque. Após a ópera, Raúl iria se encontrar com Marcos Zurinaga, um cineasta porto-riquenho que dirigiu o filme Tango Bar, produzido na Argentina e Porto Rico. Juliá começou a sentir dor abdominal intensa e teve de ser levado de ambulância ao Hospital Universitário de North Shore em Manhasset, Long Island. A princípio, o ator não estava preocupado com o problema, tanto que no leito do hospital, lia o roteiro do papel de Bucho, que viria a fazer em A Balada do Pistoleiro, mas infelizmente seu estado de saúde piorou. Naquela noite, Juliá sofreu um derrame. Entrou em coma dia 20 de outubro de 1994 e quatro dias depois, em 24 de outubro, Juliá veio a falecer devido às complicações do acidente vascular cerebral.
Seguindo o pedido do próprio ator, seu corpo foi levado para Porto Rico. Um funeral de estado foi feito em San Juan, em 27 de Outubro de 1994 com Juliá sendo cortejado ao prédio do Instituto da Cultura Porto-riquenha, onde o funeral foi atendido. O local recebeu milhares de porto-riquenhos, ao som de plena, estilo musical nativo de Porto Rico tocando ao fundo.

## Filmografia
| Ano  | Filme                                       | Título em português                    |
| ---- | ------------------------------------------- | -------------------------------------- |
| 1969 | Love of Life (TV)                           |                                        |
| 1969 | Stiletto                                    |                                        |
| 1970 | McCloud: Who Killed Miss U.S.A.? (TV)       |                                        |
| 1971 | Sesame Street (TV - episódio #3.1)          |                                        |
| 1971 | The Organization                            | br: A Organização                      |
| 1971 | Been Down So Long It Looks Like Up to Me    |                                        |
| 1971 | The Panic in Needle Park                    | br: Os Viciados                        |
| 1972 | Sesame Street (TV - episódios #3.78 e 3.69) |                                        |
| 1974 | Aces Up (TV)                                |                                        |
| 1974 | King Lear (TV)                              | br: Rei Lear                           |
| 1974 | The Bob Newhart Show (TV)                   |                                        |
| 1975 | Death Scream (TV)                           |                                        |
| 1976 | The Gumball Rally                           |                                        |
| 1978 | Eyes of Laura Mars                          | br: Os Olhos de Laura Mars             |
| 1979 | Strong Medicine                             |                                        |
| 1979 | Othello                                     |                                        |
| 1979 | A Life of Sin                               |                                        |
| 1982 | Tempest                                     | br: Tempestade                         |
| 1982 | The Escape Artist                           | br: O Pequeno Mágico                   |
| 1982 | One from the Heart                          | br: O Fundo do Coração                 |
| 1983 | Overdrawn at the Memory Bank (TV)           |                                        |
| 1984 | The New Show (TV - episódio #1.4)           |                                        |
| 1985 | Mussolini: The Untold Story (minissérie)    |                                        |
| 1985 | Compromising Positions                      | br: Posições Comprometedoras           |
| 1985 | Kiss of the Spider Woman                    | br/pt: O Beijo da Mulher Aranha        |
| 1985 | La Gran Fiesta                              |                                        |
| 1986 | The Morning After                           | br: A Manhã Seguinte                   |
| 1986 | Florida Straits                             | br: Fuga do Inferno                    |
| 1987 | Trading Hearts                              |                                        |
| 1987 | The Alamo: Thirteen Days to Glory           | br: Álamo - Treze Dias de Glória       |
| 1988 | Tequila Sunrise                             | br: Conspiração Tequila                |
| 1988 | Tango Bar                                   |                                        |
| 1988 | Moon over Parador                           | br: Luar Sobre Parador                 |
| 1988 | The Penitent                                |                                        |
| 1988 | Onassis: The Richest Man in the World (TV)  |                                        |
| 1989 | Romero                                      |                                        |
| 1990 | Havana                                      |                                        |
| 1990 | The Rookie                                  | br: Rookie - Um Profissional do Perigo |
| 1990 | Frankenstein Unbound                        | br: Frankenstein - O Terror das Trevas |
| 1990 | Presumed Innocent                           | br: Acima de Qualquer Suspeita         |
| 1990 | Mack the Knife                              | br: O Príncipe dos Mendigos            |
| 1991 | The Addams Family                           | br: A Família Addams                   |
| 1992 | La Peste                                    | br: A Peste de Camus                   |
| 1993 | Addams Family Values                        | br: A Família Addams 2                 |
| 1994 | Street Fighter                              | br: Street Fighter - A Batalha Final   |
| 1994 | The Burning Season                          | br: Amazônia em Chamas                 |
| 1995 | Down Came a Blackbird (TV)                  | br: Torturados                         |

## Prêmios e indicações
- Recebeu uma indicação ao Globo de Ouro de Melhor Ator - Drama, por "O Beijo da Mulher Aranha" (1985).
- Recebeu 2 indicações ao Globo de Ouro de Melhor Ator (coadjuvante/secundário), por "Tempestade" (1982) e "Luar Sobre Parador" (1988).
- Ganhou o Globo de Ouro de Melhor Ator - Minissérie/Filme para TV, por "Amazônia em Chamas" (1994).
- Recebeu uma indicação ao MTV Movie Awards de Melhor Beijo, por "A Família Addams" (1991).